# Anteromorpha africana
Anteromorpha africana är en stekelart som beskrevs av Jean Risbec 1953. Anteromorpha africana ingår i släktet Anteromorpha och familjen Scelionidae. Inga underarter finns listade i Catalogue of Life.